# La Croix Verte
La Croix Verte (Het Groen knooppunt) is een verkeersknooppunt bij het Franse dorp Montsoult, ten noorden van Parijs. Hier sluiten de N104, de buitenste ringweg van Parijs en de N1 richting Beauvais op elkaar aan. Verder komen de D9 richting Montsoult, de D301 richting Parijs en de D909 richting Moisselles en Villaines-sous-Bois op dit knooppunt uit. 
Het knooppunt is een mixvorm van verschillende soorten knooppunten. Het bestaan onder andere uit een gedeeltelijk klaverbladknooppunt en een rotonde.
| Aansluitende wegen    | Aansluitende wegen     | Aansluitende wegen       | Aansluitende wegen | Aansluitende wegen                |
| --------------------- | ---------------------- | ------------------------ | ------------------ | --------------------------------- |
| D9 richting Montsoult |                        | richting Beauvais        |                    | D909 richting Villaines-sous-Bois |
|                       |                        |                          |                    |                                   |
| richting Pontoise     | richting Goussainville |                          |                    |                                   |
|                       |                        |                          |                    |                                   |
| D301 richting Parijs  |                        | D909 richting Moisselles |                    |                                   |